# Dolby Live
A Dolby Live (korábbi nevén Park Theater) egy fedett színház a Park MGM kaszinóhotel területén, Las Vegasban, Nevadában. A 2016 decemberében megnyílt színház elsősorban koncerteknek és rezidenciáknak ad otthont, és a Las Vegas Strip második legnagyobb színháza, amely a T-Mobile Arena és a Toshiba Plaza szomszédságában található. Befogadóképessége 6400 fő (rezidenciák során 5169 fő).

## Története
A színházat 2015 júliusában jelentették be, az elavult Monte Carlo Resort and Casino nagyszabású átalakításának részeként. Az MGM Resorts International és az AEG vezetésével, 2015. november 2-án megkezdődött az "MGM Resorts Theater" (később "MCR Concert Hall" néven ismert mielőtt a jelenlegi nevet kapta volna) építése az egykori Lance Burton Theater helyén. A 90 millió dolláros színház egy év építés után, 2016. december 17-én Stevie Nicks koncertjével nyílt meg.
A színház befogadóképessége 6400 fő (5200 fő a rezidencia előadásokon), így ez a második legnagyobb színház a Strip-en a Zappos Theater mögött.
A színházat úgy tervezték, hogy a hátsó sor mindössze 145 lábra legyen a színpadtól. Emellett egy 80'x40' méretű 4K-LED képernyőt is tartalmaz.
2021 októberében a színházat a Dolbyvel kötött névhasználati megállapodás részeként átnevezték "Dolby Live"-ra. A megállapodás részeként a színház hangrendszerét a Dolby Atmos technológia használatára korszerűsítették.

## Fellépők

### Rezidenciák
| Előadó               | Show                                                           | Előadások             |
| -------------------- | -------------------------------------------------------------- | --------------------- |
| Bruno Mars           | Bruno Mars at Park Theater at Park MGM                         | 2016–jelen            |
| Lady Gaga            | Enigma + Jazz & Piano                                          | 2018–2024             |
| Aerosmith            | Deuces Are Wild                                                | 2019–2020; 2022       |
| Janet Jackson        | Metamorphosis                                                  | 2019. május–augusztus |
| Ricky Martin         | All In                                                         | 2017-18               |
| Cher                 | Classic Cher                                                   | 2017–2020             |
| Jonas Brothers       | Jonas Brothers in Vegas                                        | Törölve               |
| Jonas Brothers       | Live in Las Vegas                                              | 2022                  |
| Stevie Wonder        | Steve Wonder's Song Party: A Celebration of Life, Love & Music | 2018 augusztus        |
| Queen + Adam Lambert | Crown Jewels                                                   | 2018 szeptember       |
| Britney Spears       | Domination                                                     | Törölve               |
| Silk Sonic           | An Evening with Silk Sonic at Park MGM                         | 2022                  |
| Usher                | Usher: The Vegas Residency                                     | 2022                  |

### Koncertek
| Dátum                                | Előadó(k)                                                                  | Show/Turné                                                |
| ------------------------------------ | -------------------------------------------------------------------------- | --------------------------------------------------------- |
| December 17, 2016                    | Stevie Nicks                                                               | 24 Karat Gold Tour                                        |
| December 24, 2016                    | Fish Leong                                                                 | N/A                                                       |
| December 25, 2016                    | MansourArash                                                               | Arash and Mansour: Live in Concert                        |
| January 29, 2017                     | Richie JenSteve WongEdmond LeungWilliam So                                 | N/A                                                       |
| March 25, 2017                       | Il Volo                                                                    | Notte Magica: A Tribute to the Three Tenors               |
| April 2, 2017                        | Russell DickersonChris JansonTracy LawrenceRaeLynnClay Walker              | ACM Awards Official After Party                           |
| April 21, 2017                       | Hans Zimmer                                                                | Revealed                                                  |
| April 28, 2017                       | Brett Eldredge                                                             | N/A                                                       |
| June 9, 2017                         | The Doobie BrothersChicago                                                 | 2017 North American Tour                                  |
| June 17, 2017                        | Boston                                                                     | Hyperspace Tour                                           |
| July 21, 2017                        | Kenny Rogers                                                               | The Gambler's Last Deal                                   |
| July 22, 2017                        | Lindsey BuckinghamChristine McVie                                          | Lindsey Buckingham and Christine McVie: Live in Concert   |
| September 9, 2017                    | Jonathan Lee                                                               | N/A                                                       |
| September 30, 2017                   | DMXEveThe LoxSwizz BeatzDrag-On                                            | Ruff Ryders Reunion: 20th Anniversary Tour                |
| January 12, 2018                     | Frankie Valli and the Four Seasons                                         | A Special Evening with Frankie Valli and the Four Seasons |
| January 13, 2018                     | Frankie Valli and the Four Seasons                                         | A Special Evening with Frankie Valli and the Four Seasons |
| February 24, 2018                    | Kadim Al-SaherNajwa Karam                                                  | N/A                                                       |
| February 25, 2018                    | G-Eazy                                                                     | Beautiful & Damned Tour                                   |
| March 10, 2018                       | 311                                                                        | N/A                                                       |
| April 7, 2018                        | Gloria TreviAlejandra Guzmán                                               | N/A                                                       |
| June 22, 2018                        | Post Malone                                                                | Beerbongs & Bentleys Tour                                 |
| July 21, 2018                        | Logic                                                                      | Booby Tarantino vs Everybody Tour                         |
| October 5, 2018                      | Dropkick Murphys                                                           | Fall Tour 2018                                            |
| October 10, 2018                     | Central Live                                                               | Central Church                                            |
| October 13, 2018                     | StingShaggy                                                                | 44/876 Tour                                               |
| October 27, 2018                     | Widespread Panic                                                           | N/A                                                       |
| October 28, 2018                     | Widespread Panic                                                           | N/A                                                       |
| October 29, 2018                     | Widespread Panic                                                           | N/A                                                       |
| October 31, 2018 - February 21, 2020 | Cher                                                                       | Classic Cher                                              |
| November 24, 2018                    | Rene Liu                                                                   | N/A                                                       |
| December 5, 2018                     | Thirty Seconds to MarsBishop BriggsRobert DeLongGrandsonThe Crystal Method | Holiday Havoc                                             |
| December 15, 2018                    | Kane Brown                                                                 | Live Forever Tour                                         |
| July 19, 2019                        | BeckCage the Elephant                                                      | Night is Running Tour                                     |
| July 20, 2019                        | Why Don't We                                                               | 8 Letters Tour                                            |
| March 11–13, 2020                    | 311                                                                        | 311 Day                                                   |
| August 6, 2021                       | Joe Bonamassa                                                              | N/A                                                       |
| August 20–21, 2021                   | Jonas Brothers                                                             | Remember This Tour                                        |
| December 2 & 4, 2021                 | Foo Fighters                                                               | N/A                                                       |
| December 9–11, 2021                  | Jason Aldean                                                               | Back in the Saddle Tour                                   |
| February 4–5, 2022                   | Garth Brooks                                                               | The One Man Show                                          |
| March 11–12, 2022                    | 311                                                                        | 311 Day                                                   |
| November 4–5, 2022                   | The Who                                                                    | The Who Hits Back Tour                                    |

## Fordítás
Ez a szócikk részben vagy egészben  a   Dolby Live című angol Wikipédia-szócikk fordításán alapul.  Az eredeti cikk szerkesztőit annak laptörténete sorolja fel. Ez a jelzés csupán a megfogalmazás eredetét és a szerzői jogokat jelzi, nem szolgál a cikkben szereplő információk forrásmegjelöléseként.